# Rondeletia vazquezii
Rondeletia vazquezii är en måreväxtart som beskrevs av Attila L. Borhidi och O.Muniz. Rondeletia vazquezii ingår i släktet Rondeletia och familjen måreväxter.

## Underarter
Arten delas in i följande underarter:
- R. v. noaensis
- R. v. vazquezii